# Gastropholis prasina
Gastropholis prasina là một loài thằn lằn trong họ Lacertidae. Loài này được Werner mô tả khoa học đầu tiên năm 1904.